# Danh sách Cột mốc Xây dựng dân dụng Lịch sử
Sau đây là Danh sách các cột mốc về Kỹ thuật Xây dựng Lịch sử Quốc gia Hoa Kỳ theo chỉ định của Hiệp hội các kỹ sư xây dựng kể từ khi chương trình bắt đầu vào năm 1964. Việc chỉ định được cấp cho các dự án, công trình, và các địa điểm trong nước Mỹ (Cột mốc về Kỹ thuật Xây dựng Lịch sử Quốc gia) và phần còn lại của thế giới (Cột mốc về Kỹ thuật Xây dựng Lịch sử Quốc tế). Tính đến năm 2012, có 256 điểm mốc nằm trong danh sách. Mục hoặc chương của Hiệp hội Kỹ sư dân dụng cũng có thể chỉ định cột mốc tiểu bang hay địa phương trong khu vực của họ, nhưng những điểm mốc này không được liệt kê ở đây.

## Danh sách
| Thứ tự# | Năm công nhận | Tên                                                             | Hình ảnh                     | Năm xây dựng                 | Vị trí                                     | Vùng/Bang                  | Quốc gia                    | Thể loại                      |
| ------- | ------------- | --------------------------------------------------------------- | ---------------------------- | ---------------------------- | ------------------------------------------ | -------------------------- | --------------------------- | ----------------------------- |
| 1       | 1966          | Cầu Bollman Truss                                               |                              | 1869                         | Savage                                     | Maryland                   | Hoa Kỳ                      | Cầu                           |
| 2       | 1967          | Cầu Bidwell Bar                                                 |                              | 1856                         | Oroville                                   | California                 | Hoa Kỳ                      | Cầu                           |
| 3       | 1967          | Kênh đào Erie                                                   |                              | 1825                         | Sông Hudson tới Hồ Erie                    | New York                   | Hoa Kỳ                      | Giao thông vận tải thủy       |
| 4       | 1967          | Kênh đào Middlesex                                              |                              | 1803                         | Middlesex County                           | Massachusetts              | Hoa Kỳ                      | Giao thông vận tải thủy       |
| 5       | 1968          | Đường sắt Trung tâm Thái Bình Dương                             |                              | 1863–1869                    | Đông Sacramento                            | California                 | Hoa Kỳ                      | Đường giao thông và đường sắt |
| 6       | 1968          | Ga Durango-Silverton ở Durango và Silverton Narrow Gauge        |                              | 1882                         | Durango                                    | Colorado                   | Hoa Kỳ                      | Đường giao thông và đường sắt |
| 7       | 1968          | Ellicott's Stone                                                |                              | 1799                         | Mobile                                     | Alabama                    | Hoa Kỳ                      | Giới hạn và khảo sát          |
| 8       | 1968          | Acequias của San Antonio                                        |                              | 1718                         | San Antonio                                | Texas                      | Hoa Kỳ                      | Kiểm soát và dẫn nước         |
| 9       | 1968          | Tuyến đường sắt kết nối - Đường sắt xuyên lục địa               |                              | 1869                         | Promontory                                 | Utah                       | Hoa Kỳ                      | Đường giao thông và đường sắt |
| 10      | 1968          | Cầu Wheeling Suspension                                         |                              | 1849                         | Wheeling                                   | Tây Virginia               | Hoa Kỳ                      | Cầu                           |
| 11      | 1969          | Cầu Alvord Lake                                                 |                              | 1889                         | San Francisco                              | California                 | Hoa Kỳ                      | Cầu                           |
| 12      | 1969          | Đường sắt Charleston - Hamburg                                  |                              | 1833                         | Charleston                                 | Nam Carolina               | Hoa Kỳ                      | Đường giao thông và đường sắt |
| 13      | 1970          | Ascutney Mill Dam                                               |                              | 1834                         | Windsor                                    | Vermont                    | Hoa Kỳ                      | Đập                           |
| 14      | 1970          | Bridgeport Covered Bridge                                       |                              | 1862                         | Nevada County                              | California                 | Hoa Kỳ                      | Cầu                           |
| 15      | 1970          | Cornish–Windsor Covered Bridge                                  |                              | 1866, rebuilt 1988           | Windsor to Cornish                         | Vermont và New Hampshire   | Hoa Kỳ                      | Cầu                           |
| 16      | 1970          | Frankford Avenue Bridge                                         |                              | 1697                         | Philadelphia                               | Pennsylvania               | Hoa Kỳ                      | Cầu                           |
| 17      | 1970          | Potowmack Canal and Locks                                       |                              | 1799                         | Great Falls                                | Virginia                   | Hoa Kỳ                      | Giao thông vận tải thủy       |
| 18      | 1970          | Theodore Roosevelt Dam & Salt River Project                     |                              | 1911                         |                                            | Arizona                    | Hoa Kỳ                      | Kiểm soát và dẫn nước         |
| 19      | 1970          | Union Canal Tunnel                                              |                              | 1828                         | Lebanon                                    | Pennsylvania               | Hoa Kỳ                      | Giao thông vận tải thủy       |
| 20      | 1971          | Bethlehem Waterworks                                            |                              | 1761                         | Bethlehem                                  | Pennsylvania               | Hoa Kỳ                      | Kiểm soát và dẫn nước         |
| 21      | 1971          | Druid Lake Dam                                                  |                              | 1871                         | Baltimore                                  | Maryland                   | Hoa Kỳ                      | Đập                           |
| 22      | 1971          | Eads Bridge                                                     |                              | 1874                         | St. Louis                                  | Missouri                   | Hoa Kỳ                      | Cầu                           |
| 23      | 1971          | First Owens River - Los Angeles Aqueduct                        |                              | 1913                         | Thung lũng Owens                           | California                 | Hoa Kỳ                      | Kiểm soát và dẫn nước         |
| 24      | 1971          | Mormon Tabernacle                                               |                              | 1867                         | Thành phố Salt Lake                        | Utah                       | Hoa Kỳ                      | Tòa nhà                       |
| 25      | 1972          | Cabin John Aqueduct                                             |                              | 1863                         | Cabin John                                 | Maryland                   | Hoa Kỳ                      | Kiểm soát và dẫn nước         |
| 26      | 1972          | Chesbroughs Water Supply System Chicago                         |                              | 1869                         | Chicago                                    | Illinois                   | Hoa Kỳ                      | Kiểm soát và dẫn nước         |
| 27      | 1972          | Cầu Brooklyn                                                    |                              | 1883                         | Thành phố New York                         | New York                   | Hoa Kỳ                      | Cầu                           |
| 28      | 1972          | Đường hầm Gunnison                                              |                              | 1909                         | Montrose                                   | Colorado                   | Hoa Kỳ                      | Đường hầm                     |
| 29      | 1972          | Cầu máng nước Roebling's Delaware of Kênh đào Delaware & Hudson |                              | 1848, phục hồi năm 1983      | Lackawaxen tới Minisink Ford               | Pennsylvania & New York    | Hoa Kỳ                      | Giao thông vận tải thủy       |
| 30      | 1972          | Miami Conservancy District                                      |                              | 1922                         | near Dayton                                | Ohio                       | Hoa Kỳ                      | Kiểm soát và dẫn nước         |
| 31      | 1973          | Buffalo Bill Dam                                                |                              | 1910                         | Cody                                       | Wyoming                    | Hoa Kỳ                      | Đập                           |
| 32      | 1973          | Cheesman Reservoir                                              |                              | 1905                         | Tây Nam Denver                             | Colorado                   | Hoa Kỳ                      | Đập                           |
| 33      | 1973          | Trạm Embudo Stream Gauging                                      |                              | 1889                         | Embudo                                     | New Mexico                 | Hoa Kỳ                      | Kiểm soát và dẫn nước         |
| 34      | 1973          | Ingalls Building                                                |                              | 1903                         | Cincinnati                                 | Ohio                       | Hoa Kỳ                      | Tòa nhà                       |
| 35      | 1973          | Pelton Impulse Water Wheel                                      |                              | 1878                         | Camptonville                               | California                 | Hoa Kỳ                      | Nhà máy điện                  |
| 36      | 1973          | Starrucca Viaduct                                               |                              | 1848                         | Lanesboro                                  | Pennsylvania               | Hoa Kỳ                      | Cầu                           |
| 37      | 1974          | Kansas City Park and Boulevard System                           |                              | 1893 to 1915                 | Thành phố Kansas                           | Missouri                   | Hoa Kỳ                      | Công trình dân dụng           |
| 38      | 1974          | Milwaukee Metropolitan Sewage Treatment Plant                   |                              | 1919                         | Milwaukee                                  | Wisconsin                  | Hoa Kỳ                      | Kiểm soát và dẫn nước         |
| 39      | 1974          | Philadelphia Municipal Water Supply                             |                              | 1801                         | Philadelphia                               | Pennsylvania               | Hoa Kỳ                      | Kiểm soát và dẫn nước         |
| 40      | 1974          | Stone Arch Bridge                                               |                              | 1883                         | Minneapolis                                | Minnesota                  | Hoa Kỳ                      | Cầu                           |
| 41      | 1975          | Castillo de San Marcos                                          |                              | 1695                         | St. Augustine                              | Florida                    | Hoa Kỳ                      | Tòa nhà                       |
| 42      | 1975          | Croton Water Supply System                                      |                              | 1842                         | Thành phố New York                         | New York                   | Hoa Kỳ                      | Kiểm soát và dẫn nước         |
| 43      | 1975          | Folsom Hydroelectric Power System                               |                              | 1895                         | Folsom                                     | California                 | Hoa Kỳ                      | Nhà máy điện                  |
| 44      | 1975          | Granite Railway                                                 |                              | 1826                         | Quincy                                     | Massachusetts              | Hoa Kỳ                      | Đường giao thông và đường sắt |
| 45      | 1975          | Đường hầm Hoosac                                                |                              | 1875                         | Berkshire County                           | Massachusetts              | Hoa Kỳ                      | Đường hầm                     |
| 46      | 1975          | Lawrence Experiment Station                                     |                              | 1886                         | Lawrence                                   | Massachusetts              | Hoa Kỳ                      | Công trình dân dụng           |
| 47      | 1975          | Marlette Lake Water System                                      |                              | 1873 to 1887                 | Virginia City                              | Nevada                     | Hoa Kỳ                      | Kiểm soát và dẫn nước         |
| 48      | 1975          | Mount Washington Cog Railway                                    |                              | 1869                         | Mount Washington                           | New Hampshire              | Hoa Kỳ                      | Đường giao thông và đường sắt |
| 49      | 1975          | Cầu Smithfield Street                                           |                              | 1883                         | Pittsburgh                                 | Pennsylvania               | Hoa Kỳ                      | Cầu                           |
| 50      | 1975          | Tunkhannock Viaduct                                             |                              | 1915                         | Nicholson                                  | Pennsylvania               | Hoa Kỳ                      | Cầu                           |
| 51      | 1976          | Đường hầm Crozet's Blue Ridge                                   |                              | 1858                         | Waynesboro                                 | Virginia                   | Hoa Kỳ                      | Đường hầm                     |
| 52      | 1976          | Tuyến đường sắt Cumbres và Toltec Scenic                        |                              | 1880                         | Chama, New Mexico to Antonito, Colorado    | New Mexico và Colorado     | Hoa Kỳ                      | Đường giao thông và đường sắt |
| 53      | 1976          | Đập Elephant Butte                                              |                              | 1916                         | Truth or Consequences                      | New Mexico                 | Hoa Kỳ                      | Đập                           |
| 54      | 1976          | First Concrete Pavement                                         |                              | 1893                         | Bellefontaine                              | Ohio                       | Hoa Kỳ                      | Đường giao thông và đường sắt |
| 55      | 1976          | International Boundary Marker#1                                 |                              | 1855                         | El Paso                                    | Texas                      | Hoa Kỳ                      | Giới hạn và khảo sát          |
| 56      | 1976          | King's Road                                                     |                              | 1766 to 1775                 | New Smyrna                                 | Florida                    | Hoa Kỳ                      | Đường giao thông và đường sắt |
| 57      | 1976          | National Road                                                   |                              | 1811–1839                    | Cumberland, Maryland to Vandalia, Illinois | Midwest                    | Hoa Kỳ                      | Đường giao thông và đường sắt |
| 58      | 1977          | Charlestown Naval Dry Dock                                      |                              | 1833                         | Boston                                     | Massachusetts              | Hoa Kỳ                      | Giao thông vận tải thủy       |
| 59      | 1977          | City Plan of Savannah                                           |                              | 1733                         | Savannah                                   | Georgia                    | Hoa Kỳ                      | Công trình dân dụng           |
| 60      | 1977          | Great Falls Raceway and Power System                            |                              | 1800                         | Paterson                                   | New Jersey                 | Hoa Kỳ                      | Nhà máy điện                  |
| 61      | 1977          | First New York Subway                                           |                              | 1904                         | Thành phố New York                         | New York                   | Hoa Kỳ                      | Đường giao thông và đường sắt |
| 62      | 1977          | Mason-Dixon Line                                                |                              | 1767                         |                                            | Maryland & Pennsylvania    | Hoa Kỳ                      | Giới hạn và khảo sát          |
| 63      | 1977          | Minot's Ledge Lighthouse                                        |                              | 1860                         | off Scituate                               | Massachusetts              | Hoa Kỳ                      | Giao thông vận tải thủy       |
| 64      | 1977          | Đường Mullan                                                    |                              | 1862                         | Walla Walla                                | Washington                 | Hoa Kỳ                      | Đường giao thông và đường sắt |
| 65      | 1977          | Gosport Naval Dry Docks                                         |                              | 1833                         | Norfolk                                    | Virginia                   | Hoa Kỳ                      | Giao thông vận tải thủy       |
| 66      | 1977          | Reversal of the Chicago River                                   |                              | 1900                         | Chicago                                    | Illinois                   | Hoa Kỳ                      | Giao thông vận tải thủy       |
| 67      | 1977          | Vulcan Street Plant                                             |                              | 1882                         | Appleton                                   | Wisconsin                  | Hoa Kỳ                      | Nhà máy điện                  |
| 68      | 1977          | William E. Ward House                                           |                              | 1876                         | Rye                                        | New York                   | Hoa Kỳ                      | Tòa nhà                       |
| 69      | 1978          | Boston Subway                                                   |                              | 1897                         | Boston                                     | Massachusetts              | Hoa Kỳ                      | Đường giao thông và đường sắt |
| 70      | 1978          | Cầu Dunlap's Creek                                              |                              | 1839                         | Brownsville                                | Pennsylvania               | Hoa Kỳ                      | Cầu                           |
| 71      | 1978          | Hudson and Manhattan Railroad Tunnel                            |                              | 1908                         | Jersey City tới Thành phố New York         | New Jersey & New York      | Hoa Kỳ                      | Đường hầm                     |
| 72      | 1978          | Sân bay quốc tế Newark                                          |                              | 1928                         | Newark                                     | New Jersey                 | Hoa Kỳ                      | Hàng không                    |
| 73      | 1978          | Học viện Quân sự Hoa Kỳ                                         |                              | 1813                         | West Point                                 | New York                   | Hoa Kỳ                      | Công trình dân dụng           |
| 74      | 1979          | Cleveland Hopkins Airport                                       |                              | 1925                         | Cleveland                                  | Ohio                       | Hoa Kỳ                      | Hàng không                    |
| 75      | 1979          | Fink Deck Truss Bridge                                          |                              | 1870                         | Lynchburg                                  | Virginia                   | Hoa Kỳ                      | Cầu                           |
| 76      | 1979          | Fink Through Truss Bridge                                       |                              | 1858                         | Hamden                                     | New Jersey                 | Hoa Kỳ                      | Cầu                           |
| 77      | 1979          | Iron Bridge                                                     |                              | 1779                         | Ironbridge                                 | West Midlands              | Anh                         | Cầu                           |
| 78      | 1979          | Moffat Tunnel                                                   |                              | 1928                         | Winter Park                                | Colorado                   | Hoa Kỳ                      | Đường hầm                     |
| 79      | 1979          | Rockville Bridge                                                |                              | 1902                         | Harrisburg                                 | Pennsylvania               | Hoa Kỳ                      | Cầu                           |
| 80      | 1980          | Goodyear Airdock                                                |                              | 1929                         | Akron                                      | Ohio                       | Hoa Kỳ                      | Hàng không                    |
| 81      | 1980          | Hydraulic-Inclined Plane System of the Morris Canal             |                              | 1831                         | Stanhope, New Jersey                       | New Jersey                 | Hoa Kỳ                      | Giao thông vận tải thủy       |
| 82      | 1981          | Borden Base Line                                                |                              | 1831                         | Hatfield                                   | Massachusetts              | Hoa Kỳ                      | Giới hạn và khảo sát          |
| 83      | 1981          | Chain of Rocks Water Purification Plant                         |                              | 1904                         | St. Louis                                  | Missouri                   | Hoa Kỳ                      | Kiểm soát và dẫn nước         |
| 84      | 1981          | Charles River Basin Project                                     |                              | 1910                         | Boston                                     | Massachusetts              | Hoa Kỳ                      | Kiểm soát và dẫn nước         |
| 85      | 1981          | Cortland Street Drawbridge                                      |                              | 1902                         | Chicago                                    | Illinois                   | Hoa Kỳ                      | Cầu                           |
| 86      | 1981          | George Washington Bridge                                        |                              | 1931                         | Fort Lee to Thành phố New York             | New Jersey và New York     | Hoa Kỳ                      | Cầu                           |
| 87      | 1981          | Louisville Water Works                                          |                              | 1875 to 1896                 | Louisville                                 | Kentucky                   | Hoa Kỳ                      | Kiểm soát và dẫn nước         |
| 88      | 1981          | Montgomery Bell's Tunnel                                        |                              | 1818                         | Cheatham County                            | Tennessee                  | Hoa Kỳ                      | Đường hầm                     |
| 89      | 1981          | Snoqualmie Falls Cavity Generating Station                      |                              | 1899                         | Snoqualmie                                 | Washington                 | Hoa Kỳ                      | Nhà máy điện                  |
| 90      | 1981          | Union Station                                                   |                              | 1894                         | St. Louis                                  | Missouri                   | Hoa Kỳ                      | Đường giao thông và đường sắt |
| 91      | 1981          | Washington Monument                                             |                              | 1885                         | Washington                                 | District of Columbia       | Hoa Kỳ                      | Tòa nhà                       |
| 92      | 1981          | Whipple Truss Bridge                                            |                              | 1855                         | Schenectady                                | New York                   | Hoa Kỳ                      | Cầu                           |
| 93      | 1982          | Carrollton Viaduct                                              |                              | 1829                         | Baltimore                                  | Maryland                   | Hoa Kỳ                      | Cầu                           |
| 94      | 1982          | Detroit-Windsor Tunnel                                          |                              | 1930                         | Detroit                                    | Michigan                   | Hoa Kỳ                      | Đường hầm                     |
| 95      | 1982          | Eads South Pass Navigation Works                                |                              | 1879                         | Venice                                     | Louisiana                  | Hoa Kỳ                      | Giao thông vận tải thủy       |
| 96      | 1982          | Holland Tunnel                                                  |                              | 1927                         | Jersey City to Thành phố New York          | New Jersey & New York      | Hoa Kỳ                      | Đường hầm                     |
| 97      | 1982          | John A. Roebling Suspension Bridge                              |                              | 1866                         | Cincinnati                                 | Ohio                       | Hoa Kỳ                      | Cầu                           |
| 98      | 1982          | Kinzua Railway Viaduct                                          |                              | 1882                         | McKean County                              | Pennsylvania               | Hoa Kỳ                      | Cầu                           |
| 99      | 1982          | Rogue River Bridge                                              |                              | 1931                         | Gold Beach                                 | Oregon                     | Hoa Kỳ                      | Cầu                           |
| 100     | 1982          | Second Street Bridge                                            |                              | 1886                         | Allegan                                    | Michigan                   | Hoa Kỳ                      | Cầu                           |
| 101     | 1982          | Watertown Arsenal                                               |                              | 1859                         | Watertown                                  | Massachusetts              | Hoa Kỳ                      | Công trình dân dụng           |
| 102     | 1983          | Atlantic City Convention Hall                                   |                              | 1929                         | Atlantic City                              | New Jersey                 | Hoa Kỳ                      | Tòa nhà                       |
| 103     | 1983          | Bailey Island Bridge                                            |                              | 1928                         | Harpswell                                  | Maine                      | Hoa Kỳ                      | Cầu                           |
| 104     | 1983          | Cầu Blenheim                                                    |                              | 1855                         | North Blenheim                             | New York                   | Hoa Kỳ                      | Cầu                           |
| 105     | 1983          | Iron Building of the U.S. Army Arsenal                          |                              | 1859                         | Watervliet                                 | New York                   | Hoa Kỳ                      | Tòa nhà                       |
| 106     | 1983          | Ohio Canal System                                               |                              | 1848                         | Akron                                      | Ohio                       | Hoa Kỳ                      | Giao thông vận tải thủy       |
| 107     | 1983          | Peavey-Haglin Experimental Concrete Grain Elevator              |                              | 1900                         | St. Louis Park                             | Minnesota                  | Hoa Kỳ                      | Tòa nhà                       |
| 108     | 1983          | Sault Ste. Marie Hydroelectric Complex                          |                              | 1902                         | Sault Ste. Marie                           | Michigan                   | Hoa Kỳ                      | Nhà máy điện                  |
| 109     | 1984          | Columbia River Scenic Highway                                   |                              | 1922                         | Portland                                   | Oregon                     | Hoa Kỳ                      | Đường giao thông và đường sắt |
| 110     | 1984          | Columbia-Wrightsville Bridge                                    |                              | 1930                         | Columbia                                   | Pennsylvania               | Hoa Kỳ                      | Cầu                           |
| 111     | 1984          | Golden Gate Bridge                                              |                              | 1937                         | San Francisco                              | California                 | Hoa Kỳ                      | Cầu                           |
| 112     | 1984          | Hoover Dam                                                      |                              | 1935                         | Boulder City                               | Nevada & Arizona           | Hoa Kỳ                      | Đập                           |
| 113     | 1984          | Lowell Waterpower System                                        |                              | 1821                         | Lowell                                     | Massachusetts              | Hoa Kỳ                      | Nhà máy điện                  |
| 114     | 1984          | Kênh đào Panama                                                 |                              | 1914                         |                                            |                            | Panama                      | Giao thông vận tải thủy       |
| 115     | 1984          | Rocky River Pumped Storage Hydro-Plant                          |                              | 1925                         | New Milford                                | Connecticut                | Hoa Kỳ                      | Nhà máy điện                  |
| 116     | 1985          | Cầu Bayonne                                                     |                              | 1931                         | Bayonne to Staten Island                   | New Jersey & New York      | Hoa Kỳ                      | Cầu                           |
| 117     | 1985          | Beginning Point of the U.S. Public Land Survey                  |                              | 1785                         | Liverpool                                  | Ohio                       | Hoa Kỳ                      | Giới hạn và khảo sát          |
| 118     | 1985          | Kênh đào Cape Cod                                               |                              | 1914                         | Barnstable County                          | Massachusetts              | Hoa Kỳ                      | Giao thông vận tải thủy       |
| 119     | 1985          | Chesapeake and Delaware Canal                                   |                              | 1828 (rebuilt 1927)          | New Castle                                 | Delaware                   | Hoa Kỳ                      | Giao thông vận tải thủy       |
| 120     | 1985          | Davis Island Lock and Dam                                       |                              | 1885                         | Pittsburgh                                 | Pennsylvania               | Hoa Kỳ                      | Giao thông vận tải thủy       |
| 121     | 1985          | Cầu đường sắt Forth                                             |                              | 1890                         |                                            |                            | Scotland                    | Cầu                           |
| 122     | 1985          | Đường Going-to-the-Sun                                          |                              | 1932                         | Vườn quốc gia Glacier                      | Montana                    | Hoa Kỳ                      | Đường giao thông và đường sắt |
| 123     | 1985          | High Bridge                                                     |                              | 1877                         | Jessamine & Mercer Counties                | Kentucky                   | Hoa Kỳ                      | Cầu                           |
| 124     | 1985          | Statue of Liberty                                               |                              | 1886                         | New York Harbor                            | New York                   | Hoa Kỳ                      | Tòa nhà                       |
| 125     | 1986          | White River Concrete Arch Bridge                                |                              | 1930                         | Cotter                                     | Arkansas                   | Hoa Kỳ                      | Cầu                           |
| 126     | 1986          | Cranetown Triangulation Site                                    |                              | 1817                         | Cedar Grove                                | New Jersey                 | Hoa Kỳ                      | Giới hạn và khảo sát          |
| 127     | 1986          | Tháp Eiffel                                                     |                              | 1889                         | Paris                                      | Île-de-France              | Pháp                        | Tòa nhà                       |
| 128     | 1986          | El Camino Real                                                  |                              | 1598-1800s                   | Santa Fe và Mexico City                    | New Mexico                 | Hoa Kỳ và México            | Đường giao thông và đường sắt |
| 129     | 1986          | El Camino Real (The Royal Road) Eastern Branch                  |                              | Từ thế kỷ 16                 | San Antonio                                | Texas                      | Hoa Kỳ                      | Đường giao thông và đường sắt |
| 130     | 1986          | New Castle Ice Harbor                                           |                              | 1974                         | New Castle                                 | Delaware                   | Hoa Kỳ                      | Giao thông vận tải thủy       |
| 131     | 1986          | Norris Dam                                                      |                              | 1936                         | Knoxville                                  | Tennessee                  | Hoa Kỳ                      | Đập                           |
| 132     | 1986          | San Francisco – Oakland Bay Bridge                              |                              | 1937                         | San Francisco to Oakland                   | California                 | Hoa Kỳ                      | Cầu                           |
| 133     | 1986          | Sewall's Bridge                                                 |                              | 1761 (rebuilt 1934)          | York                                       | Maine                      | Hoa Kỳ                      | Cầu                           |
| 134     | 1986          | Triborough Bridge Project                                       |                              | 1936                         | Thành phố New York                         | New York                   | Hoa Kỳ                      | Cầu                           |
| 135     | 1986          | U.S. Army Corps of Engineers Waterways Exp. Station             |                              | 1929                         | Vicksburg                                  | Mississippi                | Hoa Kỳ                      | Tòa nhà dân dụng              |
| 136     | 1986          | U.S. Capitol                                                    |                              | 1793, rebuilt 1863           | Washington                                 | District of Columbia       | Hoa Kỳ                      | Tòa nhà                       |
| 137     | 1986          | Zuiderzee Enclosure Dam                                         |                              | 1927 to 1932                 | Zaandam                                    | North Holland              | Hà Lan                      | Kiểm soát và dẫn nước         |
| 138     | 1987          | Allegheny Portage Railroad                                      |                              | 1834                         | Hollidaysburg                              | Pennsylvania               | Hoa Kỳ                      | Đường giao thông và đường sắt |
| 139     | 1987          | Bonneville Dam, Columbia River System                           |                              | 1937                         | Bonneville                                 | Oregon                     | Hoa Kỳ                      | Nhà máy điện                  |
| 140     | 1987          | Bridges of Keeseville                                           |                              | 1843, 1878, 1888             | Keeseville                                 | New York                   | Hoa Kỳ                      | Cầu                           |
| 141     | 1987          | Dismal Swamp Canal                                              |                              | 1805                         | Chesapeake                                 | Virginia                   | Hoa Kỳ                      | Giao thông vận tải thủy       |
| 142     | 1987          | Houston Ship Channel                                            |                              | 1837–nay                     | Houston                                    | Texas                      | Hoa Kỳ                      | Giao thông vận tải thủy       |
| 143     | 1987          | Kamehameha V Post Office                                        |                              | 1871                         | Honolulu                                   | Hawaii                     | Hoa Kỳ                      | Tòa nhà                       |
| 144     | 1987          | Frisco Bridge                                                   |                              | 1892                         | Memphis                                    | Tennessee & Arkansas       | Hoa Kỳ                      | Cầu                           |
| 145     | 1987          | Quebec Bridge                                                   |                              | 1917                         | Quebec City                                | Québec                     | Canada                      | Cầu                           |
| 146     | 1988          | Belle Fourche Dam                                               |                              | 1911                         | Belle Fourche                              | South Dakota               | Hoa Kỳ                      | Đập                           |
| 147     | 1988          | École Nationale des Ponts et Chaussées                          |                              | 1747                         | Paris                                      | Île-de-France              | Pháp                        | Tòa nhà                       |
| 148     | 1988          | Keokuk Hydro-Power System                                       |                              | 1913                         | Keokuk                                     | Iowa                       | Hoa Kỳ                      | Nhà máy điện                  |
| 149     | 1988          | Pennsylvania Turnpike                                           |                              | 1940                         |                                            | Pennsylvania               | Hoa Kỳ                      | Đường giao thông và đường sắt |
| 150     | 1988          | River des Peres Sewerage & Drainage Works                       |                              | 1924 to 1931                 | St. Louis                                  | Missouri                   | Hoa Kỳ                      | Kiểm soát và dẫn nước         |
| 151     | 1988          | Sydney Harbour Bridge                                           |                              | 1932                         | Sydney                                     | New South Wales            | Australia                   | Cầu                           |
| 152     | 1989          | Royal Colonial Boundary of 1665                                 |                              | 1728–1819                    | Middlesboro                                | Kentucky                   | Hoa Kỳ                      | Giới hạn và khảo sát          |
| 153     | 1989          | Zhaozhou Bridge                                                 |                              | 605 AD                       | Huyện Triệu                                | Hà Bắc                     | Cộng hòa Nhân dân Trung Hoa | Cầu                           |
| 154     | 1990          | Fort Peck Dam                                                   |                              | 1940                         | Fort Peck                                  | Montana                    | Hoa Kỳ                      | Đập                           |
| 155     | 1990          | Cầu Maria Pia                                                   |                              | 1877                         | Oporto                                     | Norte                      | Bồ Đào Nha                  | Cầu                           |
| 156     | 1990          | Salginatobel Bridge                                             |                              | 1930                         | Grisons                                    | Graubünden                 | Thụy Sĩ                     | Cầu                           |
| 157     | 1991          | Eddystone Lighthouse                                            |                              | 1882                         | off Plymouth                               |                            | Anh                         | Giao thông vận tải thủy       |
| 158     | 1991          | Fritz Engineering Laboratory                                    |                              | 1910                         | Bethlehem                                  | Pennsylvania               | Hoa Kỳ                      | Công trình dân dụng           |
| 159     | 1991          | St. Clair Tunnel                                                |                              | 1891                         | Port Huron                                 | Michigan                   | Hoa Kỳ                      | Đường hầm                     |
| 160     | 1991          | Hầm sông Thames                                                 |                              | 1843                         | Luân Đôn                                   |                            | Anh                         | Đường hầm                     |
| 161     | 1992          | Acquedotto Traiano-Paolo                                        |                              | 110 AD                       | Roma                                       | Lazio                      | Ý                           | Kiểm soát và dẫn nước         |
| 162     | 1992          | Cầu treo Thác Niagara                                           |                              | 1849, 1855, 1883, 1898, 1941 | Niagara Gorge                              | Ontario và New York        | Canada và Hoa Kỳ            | Cầu                           |
| 163     | 1992          | Duck Creek Aqueduct                                             |                              | 1846                         | Metamora                                   | Indiana                    | Hoa Kỳ                      | Kiểm soát và dẫn nước         |
| 164     | 1992          | Hohokam Canal System                                            |                              | 600 - 1450 AD                |                                            | Arizona                    | Hoa Kỳ                      | Kiểm soát và dẫn nước         |
| 165     | 1992          | Đài tưởng niệm San Jacinto                                      |                              | 1939                         | Houston                                    | Texas                      | Hoa Kỳ                      | Tòa nhà                       |
| 166     | 1993          | Blimp Hangars                                                   |                              | 1943                         | Tustin                                     | California                 | Hoa Kỳ                      | Hàng không                    |
| 167     | 1993          | Denison Dam                                                     |                              | 1943                         | Denison                                    | Texas                      | Hoa Kỳ                      | Đập                           |
| 168     | 1993          | Hanford B Reactor                                               |                              | 1944                         | Richland                                   | Washington                 | Hoa Kỳ                      | Nhà máy điện                  |
| 169     | 1993          | Stevens Pass Railroad Tunnels & Switchback System               |                              | 1900                         | Stevens Pass                               | Washington                 | Hoa Kỳ                      | Đường hầm                     |
| 170     | 1994          | Colorado River Aqueduct                                         |                              | 1933–1941                    | Blythe                                     | California                 | Hoa Kỳ                      | Kiểm soát và dẫn nước         |
| 171     | 1994          | Kavanagh Building                                               |                              | 1936                         | Buenos Aires                               |                            | Argentina                   | Tòa nhà                       |
| 172     | 1994          | Missouri River Bridges                                          |                              | 1926                         | Chamberlain                                | South Dakota               | Hoa Kỳ                      | Cầu                           |
| 173     | 1994          | Red Hill Underground Fuel Storage Facility                      |                              | 1943                         | Honolulu                                   | Hawaii                     | Hoa Kỳ                      | Đường hầm                     |
| 174     | 1994          | Viaducto del Malleco                                            |                              | 1890                         | Sông Malleco                               | Central Chile              | Chile                       | Cầu                           |
| 175     | 1994          | White Pass and Yukon Route                                      |                              | 1900                         | Whitehorse, Yukon to Skagway, Alaska       | Yukon Territory to Alaska  | Canada & Hoa Kỳ             | Đường giao thông và đường sắt |
| 176     | 1995          | Alaska Highway                                                  |                              | 1942                         | Dawson Creek to Delta Junction             | British Columbia to Alaska | Canada & Hoa Kỳ             | Đường giao thông và đường sắt |
| 177     | 1995          | Banaue Rice Terraces                                            |                              | 100 BC                       | Banaue                                     | Ifugao                     | Philippines                 | Kiểm soát và dẫn nước         |
| 178     | 1995          | Queretaro Aqueduct                                              |                              | 1738                         | Querétaro                                  |                            | México                      | Kiểm soát và dẫn nước         |
| 179     | 1995          | Victoria Falls Bridge                                           |                              | 1905                         | Zambezi River                              |                            | Zimbabwe & Zambia           | Cầu                           |
| 180     | 1996          | Armour-Swift-Burlington Bridge                                  |                              | 1912                         | Kansas City                                | Missouri                   | Hoa Kỳ                      | Cầu                           |
| 181     | 1996          | Dublin-Belfast railway line                                     |                              | 1839                         | Dublin tới Belfast                         |                            | Ireland & Bắc Ireland       | Đường giao thông và đường sắt |
| 182     | 1996          | Kentucky Dam                                                    |                              | 1944                         | Gilbertsville                              | Kentucky                   | Hoa Kỳ                      | Đập                           |
| 183     | 1996          | Lake Moeris Quarry Road                                         |                              | 2575-2137 BC                 | Lake Moeris                                |                            | Ai Cập                      | Đường giao thông và đường sắt |
| 184     | 1996          | City Plan of Philadelphia                                       |                              | 1682                         | Philadelphia                               | Pennsylvania               | Hoa Kỳ                      | Công trình dân dụng           |
| 185     | 1996          | San Antonio River Walk & Flood Control System                   |                              | 1929 to 1941                 | San Antonio                                | Texas                      | Hoa Kỳ                      | water control & supply        |
| 186     | 1997          | Grand Coulee Dam                                                |                              | 1941                         | Grand Coulee                               | Washington                 | Hoa Kỳ                      | Đập                           |
| 187     | 1997          | Lake Washington Ship Canal & Hiram M. Chittenden Locks          |                              | 1917                         | Seattle                                    | Washington                 | Hoa Kỳ                      | Giao thông vận tải thủy       |
| 188     | 1997          | Navajo Bridge                                                   |                              | 1929                         | Page                                       | Arizona                    | Hoa Kỳ                      | Cầu                           |
| 189     | 1997          | North Island Main Trunk Railway                                 |                              | 1885–1908                    | Auckland to Wellington                     | North Island               | New Zealand                 | Đường giao thông và đường sắt |
| 190     | 1997          | Northampton Street Bridge                                       |                              | 1896                         | Easton to Phillipsburg                     | Pennsylvania & New Jersey  | Hoa Kỳ                      | Cầu                           |
| 191     | 1997          | Đề án Dãy núi Snowy                                             |                              | 1974                         | Dãy núi Snowy                              | New South Wales            | Australia                   | Nhà máy điện                  |
| 192     | 1997          | Texas Commerce Bank Building (formerly Gulf, now Chase)         |                              | 1929                         | Houston                                    | Texas                      | Hoa Kỳ                      | Tòa nhà                       |
| 193     | 1997          | Walnut Street Bridge                                            |                              | 1890                         | Harrisburg                                 | Pennsylvania               | Hoa Kỳ                      | Cầu                           |
| 194     | 1998          | Brooks AFB, Old Hangar 9                                        |                              | 1918                         | San Antonio                                | Texas                      | Hoa Kỳ                      | Hàng không                    |
| 195     | 1998          | Canton Viaduct                                                  |                              | 1835                         | Canton                                     | Massachusetts              | Hoa Kỳ                      | Cầu                           |
| 196     | 1998          | Göta Canal                                                      |                              | 1810 to 1832                 | Gothenburg                                 | Västra Götaland            | Thụy Điển                   | Giao thông vận tải thủy       |
| 197     | 1998          | Moseley Wrought Iron Arch Bridge                                |                              | 1864                         | North Andover                              | Massachusetts              | Hoa Kỳ                      | Cầu                           |
| 198     | 1998          | Tehachapi Pass Railroad Line                                    |                              | 1876                         | Kern County                                | California                 | Hoa Kỳ                      | Đường giao thông và đường sắt |
| 199     | 1999          | Acueducto de Segovia                                            |                              | 50 AD                        | Segovia                                    | Castile and León           | Tây Ban Nha                 | water supply & control        |
| 200     | 1999          | Arroyo Seco Parkway                                             |                              | 1940                         | Los Angeles                                | California                 | Hoa Kỳ                      | Đường giao thông và đường sắt |
| 201     | 1999          | Blue Ridge Parkway                                              |                              | begun 1935                   |                                            | Virginia & North Carolina  | Hoa Kỳ                      | Đường giao thông và đường sắt |
| 202     | 1999          | Cape Hatteras Lighthouse                                        |                              | 1870                         | Cape Hatteras                              | North Carolina             | Hoa Kỳ                      | Giao thông vận tải thủy       |
| 203     | 1999          | Maine Turnpike                                                  |                              | 1947                         |                                            | Maine                      | Hoa Kỳ                      | Đường giao thông và đường sắt |
| 204     | 1999          | McNeill Street Pumping Station                                  |                              | 1887                         | Shreveport                                 | Louisiana                  | Hoa Kỳ                      | Kiểm soát và dẫn nước         |
| 205     | 2000          | Cedar Falls Water Supply                                        |                              | 1901                         | Seattle                                    | Washington                 | Hoa Kỳ                      | Kiểm soát và dẫn nước         |
| 206     | 2000          | Kênh đào Forth và Clyde và Kênh đào Union                       |                              | 1790                         |                                            |                            | Scotland                    | Giao thông vận tải thủy       |
| 207     | 2000          | Hagia Sophia                                                    |                              | 537 AD                       | Istanbul                                   | Istanbul                   | Thổ Nhĩ Kỳ                  | Tòa nhà                       |
| 208     | 2000          | Muskingum River Navigation System                               |                              | 1837                         | Zanesville                                 | Ohio                       | Hoa Kỳ                      | Giao thông vận tải thủy       |
| 209     | 2000          | Seventh Street Improvement Arches                               |                              | 1909                         | St. Paul                                   | Minnesota                  | Hoa Kỳ                      | Cầu                           |
| 210     | 2000          | Khách sạn West Baden Springs                                    |                              | 1902                         | West Baden Springs                         | Indiana                    | Hoa Kỳ                      | Tòa nhà                       |
| 211     | 2001          | Bunker Hill Covered Bridge                                      |                              | 1895, rebuilt 1994           | Claremont                                  | North Carolina             | Hoa Kỳ                      | Cầu                           |
| 212     | 2001          | Galveston Seawall and Grade Raising                             |                              | 1904 (expanded through 1963) | Galveston                                  | Texas                      | Hoa Kỳ                      | Kiểm soát và dẫn nước         |
| 213     | 2001          | Baltimore & Ohio Roundhouse & Shop Complex                      |                              | 1842 to 1850s                | Martinsburg                                | West Virginia              | Hoa Kỳ                      | Tòa nhà                       |
| 214     | 2002          | Conwy Suspension Bridge                                         |                              | 1826                         | Conwy                                      | Conwy                      | Wales                       | Cầu                           |
| 215     | 2002          | Conwy Tubular Bridge                                            |                              | 1849                         | Conwy                                      | Conwy                      | Wales                       | Cầu                           |
| 216     | 2002          | Dorton Arena                                                    |                              | 1952                         | Raleigh                                    | North Carolina             | Hoa Kỳ                      | Tòa nhà                       |
| 217     | 2002          | East Maui Irrigation System                                     |                              | 1876 to 1923                 | East Maui                                  | Hawaii                     | Hoa Kỳ                      | Kiểm soát và dẫn nước         |
| 218     | 2002          | Five Stone Arch Bridges                                         |                              | 1830 to 1866                 | Hillsborough                               | New Hampshire              | Hoa Kỳ                      | Cầu                           |
| 219     | 2002          | Louisville and Portland Canal Locks & Dam                       |                              | 1830, rebuilt 1962           | Louisville                                 | Kentucky                   | Hoa Kỳ                      | Giao thông vận tải thủy       |
| 220     | 2002          | Marshall Building                                               |                              | 1906                         | Milwaukee                                  | Wisconsin                  | Hoa Kỳ                      | Tòa nhà                       |
| 221     | 2002          | Menai Suspension Bridge                                         |                              | 1826                         | Anglesey                                   |                            | Wales                       | Cầu                           |
| 222     | 2002          | Old Cape Henry Light,                                           |                              | 1792, replaced 1881          | Virginia Beach                             | Virginia                   | Hoa Kỳ                      | Giao thông vận tải thủy       |
| 223     | 2002          | Portland Head Light                                             |                              | 1787                         | Cape Elizabeth                             | Maine                      | Hoa Kỳ                      | Giao thông vận tải thủy       |
| 224     | 2002          | Shannon Hydroelectric Scheme                                    |                              | 1929                         |                                            |                            | Ireland                     | Nhà máy điện                  |
| 225     | 2002          | Waldo-Hancock Suspension Bridge                                 |                              | 1931                         | Bucksport                                  | Maine                      | Hoa Kỳ                      | Cầu                           |
| 226     | 2003          | Horseshoe Curve                                                 |                              | 1854                         | Altoona                                    | Pennsylvania               | Hoa Kỳ                      | Đường giao thông và đường sắt |
| 227     | 2003          | Kênh đào Suez                                                   |                              | 1869                         |                                            |                            | Ai Cập                      | Giao thông vận tải thủy       |
| 228     | 2003          | Tennessee State Capitol                                         |                              | 1845 to 1877                 | Nashville                                  | Tennessee                  | Hoa Kỳ                      | Tòa nhà                       |
| 229     | 2004          | Pháo đài Hwaseong                                               |                              | 1796                         | Suwon                                      | Gyeonggi-do                | Hàn Quốc                    | Tòa nhà                       |
| 230     | 2004          | Mesa Verde Reservoirs                                           |                              | 750 to 1180 AD               | Montezuma County                           | Colorado                   | Hoa Kỳ                      | Kiểm soát và dẫn nước         |
| 231     | 2004          | Northern Pacific High Line Bridge No 64                         |                              | 1908                         | Valley City                                | North Dakota               | Hoa Kỳ                      | Cầu                           |
| 232     | 2004          | Old Wisla Bridge                                                |                              |                              | Tczew                                      | Sông Vistula               | Ba Lan                      | Cầu                           |
| 233     | 2005          | Great Western Railway                                           | Bristol Temple Meads Station | 1838                         |                                            |                            | Anh & Wales                 | Đường giao thông và đường sắt |
| 234     | 2005          | Tòa thị chính thành phố Philadelphia                            |                              | 1901                         | Philadelphia                               | Pennsylvania               | Hoa Kỳ                      | Tòa nhà                       |
| 235     | 2005          | Đập Sweetwater                                                  |                              | 1888                         | Spring Valley                              | California                 | Hoa Kỳ                      | Đập                           |
| 236     | 2005          | Stanley Hydraulics Laboratory at University of Iowa             |                              | established 1919             | Thành phố Iowa                             | Iowa                       | Hoa Kỳ                      | Công trình dân dụng           |
| 237     | 2006          | Machu Picchu                                                    |                              | 1460 AD                      |                                            |                            | Peru                        | Công trình dân dụng           |
| 238     | 2006          | Portland Observatory                                            |                              | 1807                         | Portland                                   | Maine                      | Hoa Kỳ                      | Giao thông vận tải thủy       |
| 239     | 2006          | Tipon                                                           |                              | 1200 - 1534 AD               |                                            |                            | Peru                        | Kiểm soát và dẫn nước         |
| 240     | 2007          | Caledonian Canal                                                |                              | 1822                         | Great Glen                                 |                            | Scotland                    | Giao thông vận tải thủy       |
| 241     | 2007          | Craigellachie Bridge Moray                                      |                              | 1814                         | Strathspey                                 |                            | Scotland                    | Cầu                           |
| 242     | 2008          | Choate Bridge                                                   |                              | 1764                         | Ipswich                                    | Massachusetts              | Hoa Kỳ                      | Cầu                           |
| 243     | 2008          | Goldfields Water Supply                                         |                              | 1903                         | Kalgoorlie                                 | Western Australia          | Australia                   | Kiểm soát và dẫn nước         |
| 244     | 2008          | Lacey V. Murrow Bridge and Mount Baker Ridge Tunnels            |                              | 1940                         | King County                                | Washington                 | Hoa Kỳ                      | Cầu                           |
| 245     | 2008          | Đập Woodhead                                                    | Woodhead Dam                 | 1897                         | Cape Town                                  | Western Cape               | Nam Phi                     | Đập                           |
| 246     | 2009          | Guayabo Ceremonial Center                                       |                              | 300 BC - AD 1400             | Turrialba                                  | Turrialba                  | Costa Rica                  | Công trình dân dụng           |
| 247     | 2009          | Vancouver's Mapping of the West Coast of North America          |                              | 1791–1795                    |                                            |                            | Canada, México và Hoa Kỳ    | Giới hạn và khảo sát          |
| 248     | 2009          | Cầu Poughkeepsie-Highland                                       |                              | 1886–1888                    | Poughkeepsie                               | New York                   | Hoa Kỳ                      | Cầu                           |
| 249     | 2009          | Cầu Manhattan                                                   |                              | 1909                         | Thành phố New York                         | New York                   | Hoa Kỳ                      | Cầu                           |
| 250     | 2009          | Cầu Queensboro                                                  |                              | 1909                         | Thành phố New York                         | New York                   | Hoa Kỳ                      | Cầu                           |
| 251     | 2009          | Williamsburg Bridge                                             |                              | 1903                         | New York                                   | New York                   | Hoa Kỳ                      | Cầu                           |
| 252     | 2010          | Mackinac Bridge                                                 |                              | 1958                         | Straits of Mackinac                        | Michigan                   | Hoa Kỳ                      | Cầu                           |
| 253     | 2010          | Rensselaer Polytechnic Institute                                |                              | 1824                         | Troy                                       | New York                   | Hoa Kỳ                      | Công trình dân dụng           |
| 254     | 2011          | Utica Memorial Auditorium                                       |                              | 1959                         | Utica                                      | New York                   | Hoa Kỳ                      | Tòa nhà                       |
| 255     | 2012          | Huey P. Long Bridge                                             |                              | 1935                         | Jefferson Parish                           | Louisiana                  | Hoa Kỳ                      | Cầu                           |
| 256     | 2012          | Grand Central Terminal                                          |                              | 1913                         | Thành phố New York                         | New York                   | Hoa Kỳ                      | Đường giao thông và đường sắt |